# 台中市公車A1路
台中市公車A1路為曾經存在之機場接駁公車，行駛自臺中國際機場至臺中公園，由捷順交通營運。主要行駛於國道三號、中彰快速道路、五權西路。本路線採取計次收費及班次預約服務，並以新烏日車站為分段點，每段全票50元，半票25元，因此不適用乘車刷卡前10公里免費及刷卡上限10元乘車優惠。因長期載客量不如預期，2022年4月29日停止營運。

## 歷史
- 2017年1月23日：A1路通車，由捷順交通營運。[1] [2]

- 2022年4月29日：A1路正式停止營運。

## 路線基本資料
單程行車里數約48公里，單程行車時間約80~90分鐘，機場至高鐵區間約40分鐘。往臺中公園14站，往臺中國際機場13站。
自臺中國際機場起，沿中航路、中清路上沙鹿交流道接快官交流道後下高鐵台中交流道沿高鐵路、高鐵二路、中山路、高鐵東路抵達新烏日車站續沿高鐵六路、中山路、高鐵二路、高鐵路、上高鐵台中交流道後下南屯二交流道沿五權西路、五權路、民權路、自由路到臺中公園。

### 停站
參見右側站牌路線圖。

### 時刻表
- 時刻表僅供參考，請以捷順交通網站公告為準。
- 搭車前三天須向業者預約搭乘班次，並於預定完成後付款。

| 台中市公車A1路時刻表 | 台中市公車A1路時刻表 | 台中市公車A1路時刻表 | 台中市公車A1路時刻表 |
| -------------------- | -------------------- | -------------------- | -------------------- |
| 臺中國際機場開時刻   | 臺中國際機場開備註   | 臺中公園開時刻       | 臺中公園開備註       |
| 08:30                | -                    | 04:00                | -                    |
| 09:30                | -                    | 04:30                | -                    |
| 10:30                | -                    | 05:00                | -                    |
| 11:30                | -                    | 06:00                | -                    |
| 12:30                | -                    | 07:00                | -                    |
| 13:30                | -                    | 08:00                | -                    |
| 14:30                | -                    | 09:00                | -                    |
| 15:30                | -                    | 10:00                | -                    |
| 16:30                | -                    | 11:00                | -                    |
| 17:30                | -                    | 12:00                | -                    |
| 18:30                | -                    | 13:00                | -                    |
| 20:50                | -                    | 14:00                | -                    |
| 21:30                | -                    | 15:00                | -                    |
| 22:15                | -                    | 16:00                | -                    |
| 23:00                | -                    | 17:00                | -                    |